# Vészhelyzet (10. évad)
Ez az oldal tartalmazza a Vészhelyzet tévésorozat 10. évadja epizódjainak listáját. Ezenfelül megtalálható a vetítés első időpontja az amerikai NBC csatornán.
| Epizód | Évad  | Premier              | Tartalom |
| ------ | ----- | -------------------- | --- |
| 202    | 10x1  | 2003. szeptember 25. | (Now What? / Mi az már megint?): Éppen átépítik az osztályt, ám a közelben bekövetkezett súlyos baleset sérültjeit ideszállítják, fokozva az amúgy is jelentős felfordulást. Carter szinte észrevétlenül tér vissza Afrikából, ám egy új medika felbukkanása annál jobban felkavarja a kedélyeket. Neela Rasgotra rögtön kivívja Chen doktornő ellenszenvét és Pratt szimpátiáját. Ám az újonc, aki otthon van a molekuláris biológiában is, hamar kivívja az egész stáb megbecsülését, amikor sikerül megmentenie egy baleseti sérült életét. Lewis doktornő randizgatni kezd korábbi pasijával. Carter éppen kibékülni készül Abbyvel, amikor Afrikából érkező hírek rákényszerítik, hogy azonnal repülőre szálljon. |
| 203    | 10x2  | 2003. október 2.     | (The Lost / Az eltűnt doki): Miközben azt hiszi, hogy Luka halott, a Carter visszatér Kongóba. Ott megtudja, Charles-től és Gilliantől, és elkezdi a keresését Luka testéért. Közben Luka a Matenda klinikánál és fenyegetés alatt, Luka maláriát szed össze, ahogy gondoskodik a megmaradó pácienseiről. Ő, Patrique, Chance és az anyja és hamarosan elfogja őket a Mai Mai, és egy csoporttal tartják rabok amit a Mai-Mai végrehajt. Debbie segítségével egy Vöröskereszt munkás, Carter és Gillian megtalálják, hogy a testek Matendából hol vannak, de Luka teste nincs közöttük. Ahogy a visszapergetések folytatódnak, látjuk, hogy egy keresztnek, amit Lukának adtak, véletlenül ott van az anya Luka imáival egyetemben, hogy arra késztesse a Mai-Mait, hogy azt higgye, hogy ő pap, ami megmenti az életét. Gillian elkíséri Lukát egy Chicagónak nyújtott repülőgépotthonban. Carter úgy dönt, hogy marad miközben Lukának ad egy levelet hogy próbálja meg megszeretni Abby-t. |
| 204    | 10x3  | 2003. október 9.     | (Dear Abby / Abby, te drága!): A County Kórháznál Nick Coop Cooper mutatkozik be. Coop felesel Romanónak és majdnem megölik, amikor Neela egy asztmatámadás alatt túl sok epit ad neki. Pratt és Chen vacsoráját nem sikerül befejezni, mert megjelennek a szülei. Chen később kirakja őt, amikor a kapcsolatukról kijelenti az érzéseit. Romano kórházi biztosítása nem fed be egy jó műkart. Helyette kap egy horgot. Megpróbálta vágni a költségvetést azáltal, hogy kevesebb műszakot ad az ápolóknak. Az ápolók elkezdenek lázadni, aminek a következménye az, hogy Romano kap egy 90 napos felfüggesztést. Közben Corday És Dorset a kocsiban a szex rabjaivá válnak. Abby és Lewis kezelnek egy olyan lányt, akinek a szülei nem akarják azt mondani neki, hogy meghal. Luka megérkezik Countyba és Gillian Abbynak adja Carter-tól érkezett levelét, de ő kidobja. Frank felveszi azt a földről, ami a szemetes mellett hevert és hamarosan mindenki tudja.                           |
| 205    | 10x4  | 2003. október 23.    | (Shifts Happen / Műszakváltás): Prattet csak néhány dokidiákkal és társsal hagyják el egy elfoglalt éjszakai műszak alatt. Neela és Pratt hibákat követnek el a páciensek gyógyítása közben. Romano megkapja Utah-ból a műkarját. Abby közben meglátogatja Lukát. Corday és Dorset ismét találkoznak, de Corday azon töpreng, hogy nem túl korai-e belekezdeni egy új kapcsolatba Mark halála után. |
| 206    | 10x5  | 2003. október 30.    | (Out of Africa / Távol Afrikától): Luka első napja dolgozik a kórházban az afrikai visszatérése óta. Amíg Weavernek beszámol a visszatérés részleteiből, megemlíti, hogy két hónap múlva vissza fog térni Kongóba. Lewis kezel egy olyan alkoholos anyát, aki meggyújtotta magát a fia előtt, és egy idős építészt, aki megpróbált öngyilkosságot elkövetni, mert vakká válik. Sam Taggart jelenik meg az ápolók személyzetében. Dorset felesége betelefonál, amíg ő Corday-jal operál. |
| 207    | 10x6  | 2003. november 6.    | (The Greater Good / Mr. Hatékony): Luka vitatkozik Pratt-tel szintén egy olyan terhes nőnek a bánásmódja fölött, aki nem akarja azt a korán érett babájától, hogy megszülessen. Abby elkezd panaszkodni, hogy Romano túlságosan keményen bánik vele. Susan olvasott Ben Hollandernek a szabadidejében és úgy tűnik, ettől állapota elkezdett jauvulni. Luka találkozik Sam fiával, Alexszel az új JumboMartban, amelyik felváltotta a tüzben megsérült Doc Magoo éttermet. |
| 208    | 10x7  | 2003. november 13.   | (Death and Taxes / Az élet nem habostorta): Lewisnak van egy nehéz napja: Elszalaszt egy találkozót egy könyvvizsgálóval, és Ben Hollander öngyilkosságot követ el, úgy, hogy a gyerekei szemtanúi voltak. Pratt Romanótól kap egy kedvezőtlen jelentést. Abby beleegyezik, hogy Neelával tanuljon. Sam fia, Alex az ER-ben tölti a napot miközben követi Lukát körbe a kórház területén. Chen kap egy hívást a kínai nagykövetségből, hogy a vakációzó szülei balesetben vettek részt. Sam kicsavarja Romano kezét és Lewis bezárja őt a műszak maradék idejére. |
| 209    | 10x8  | 2003. november 20.   | (Freefall / Váratlan katasztrófa): Egy helikopter lezuhan a tetőről, majd maga alá temeti a bejárat előtti mentőket, Romano-val együtt, mindezt hatalmas robbanás kíséretében. Pratt és Morris elég szerencsések: Romano éppen kirúgta Prattet, Morris-nak pedig vizeletmintát kellett adnia, mert dohányzott. Abby arról álmodozik, ami Carter-ral történt, igaz most Afrikában van. Luka élvezi a Sammel töltött időt és hogy Alex-szel együtt vacsorázhatnak. |
| 210    | 10x9  | 2003. december 4.    | (Missing / Mellékhatás): A városba megérkezik Gallant nővére, akivel Pratt nagyon jól kijön. Corday az egyetlen, aki részt vesz Romano gyászmiséjén. Alex ellop egy levágott ujjat és később eltűnik. Luka és Sam eltöltenek közösen néhány pillanatot. Neela kezel két amish gyereket, akit megsebesítettek egy látogatáson a városban. |
| 211    | 10x10 | 2003. december 11.   | (Makemba / Carter karácsonya): Carter-nek, aki az elmúlt két hónapot Kongóban töltötte, most vissza kell térnie Chicagóba és gondoskodnia kell a nagyanyja birtokáról, ráadásul rábeszéli Kem-et arra, hogy menjen vele és a babát Chicagóban szülje meg. |
| 212    | 10x11 | 2004. január 8.      | (Touch & Go / Játék a tűzzel): Carter visszatér Chicagóba, magával hozza Kem-et is. A visszatérése a kórházba eseménytelen, bár volt egy rossz pillanat amikor Kem találkozik Abby-vel. Samet közben behívják Alex iskolájába. Sam megkérdezi Abbyt, hogy az ápolók biztosítása fedi-e a családi terápiát. Pratt véletlenül eltöri egy páciens nyakát amíg intubálni próbálja. Weawer megtalálja a hiányzó Váliumot, a gyanú Morris-ra terelődik, hogy ő vette. Luka tájékoztatja Weavert, hogy két hét alatt elindul Kongóba. Mindazonáltal később úgy dönt, hogy korlátlan ideig marad Chicagóban. |
| 213    | 10x12 | 2004. január 15.     | (NICU / A meglepetésbaba): Abby és Neela 21 napot töltenek a NICU-ban. Az ikrek szülei az egészséges fiukkal visszatérnek Kínába. Egy másik pár 21 napot tölt a NICU-ban mielőtt kiderül, hogy a fiuk meg fog halni. Abby és a Carter megvitatják a férfi közelgő apaságát. Weaver-nek és Sandy-nek fia születik. |
| 214    | 10x13 | 2004. február 5.     | (Get Carter / Terhes pillanatok): Kovac elkezdte használni azt a pénzt, amit Romano a kórházra hagyott. Hősies utat tesz Moraleszel és Bardellival az egyetemben. Kovac a színjátszást ajánlja fel Lewisnak fő munkaidőben, de Susan ellenáll, mert ő terhes. Pratt doktorként nem biztos a saját képességeiben. Chen hívja az ER-t, hogy azt mondja Prattnek, hogy az anyja meghalt Kínában. |
| 215    | 10x14 | 2004. február 12.    | (Impulse Control / Uralkodj magadon): Sam a barátait adja egy olyan anyának, akinek a családja egy autóbalesetet szenvedett. Alexszel egy ottalvásnál magányossá válik és átmegy Lukához, ahol a kapcsolatuk teljes virágzásba kezd. Carter megmutatja Kemnek a várost és javasol beköltöznek egy olyan városi lakásba, amit nekik vett, de távozik hogy egy ideig ne menjen vissza Afrikába. Egy emberjogi védőt és tanácsadót küldenek az ER-be, hogy figyelje meg a személyzetet. Morris fuldokol egy hasábburgonya miatt, ezért Sam végrehajt rajta egy kisebb beavatkozást. |
| 216    | 10x15 | 2004. február 19.    | (Blood Relations / Különleges kezelés): Egy egész családot, aki szénmonoxid-mérgezéstől szenved, hoznak az ER-ba. Klausztrofóbiás Neelának a család újszülött babájával egy normálisnál nagyobb nyomású kamarában kell töltenie néhány órát. Carter, aki már egy hónap óta eltűnt, úgyhogy Jerry egy webkameracsevegést szervez meg Kemnek. Luka és Sam tartották a kapcsolatukat annak ellenére, hogy titkolták Alex előtt. Sandy anyuja felveszi Weaver fiát, Henryt. Chen visszatér Kínából. Susan és Chuck meglátogatják az apuját és a terhességről mesélnek neki. |
| 217    | 10x16 | 2004. február 26.    | (Forgive and Forget / Rohamra fel): Morris egy pácienst tanulmányoz, akinek pszichológiai gondjai vannak. Gillian meglátogatja Lukát, de Sam nem lelkesedik a vizit miatt. Egy 13 éves fiúnak chlamydiája van. Franknek kap egy szívrohamot. Corday pedig két férfival megy el egyszerre randevúzni. |
| 218    | 10x17 | 2004. április 1.     | (The Student / Lázas igyekezet): Neela az egyik páciensnek hibás gyógyszert ad, ennek ellenére Gallant vállalja a felelősséget érte. Sam és Luka megpróbálják megtervezni Alex születésnapi partiját. Chen ápólója akihez az apjához fogadott, nem akar ott dolgozni, mert az apa rendkívül rosszul viselkedik. Chuck beszél egy olyan emberrel, mert azt sejti, hogy Susan terhes. |
| 219    | 10x18 | 2004. február 8.     | (Where There's Smoke / Nem zörög a haraszt): Sandy Lopez meghal miután bement egy tűzbe egy elhagyatott raktárban. Kerryt lesújtják azzal, hogy nem fogja tudni látogatni Sandy gyerekeit, mert a szülei nem engedik meg neki. Susan és a Risk Management meginterjúvolnak mindenkit, aki érintett volt a múlt heti halálban. Sam meglepődik Alex apujának az érkezésén. Susan kiderül mégis terhes, ezért elküldik öt lábadozni az ágyba teljes öt hétre, közben nem is dolgozhat. |
| 220    | 10x19 | 2004. április 22.    | (Just a Touch / Zaklatás): Egy páciens azzal vádolja Prattet, hogy túl sok időt tölt az egyik pácienssel. Luka látja hogy Alex boldog az apjával. Chen apukája közben kórházba kerül. Corday kényelmetlen helyzetben van, amikor Dave és Dr. Lawson találkoznak. |
| 221    | 10x20 | 2004. április 29.    | (Abby Normal / A kísérlet bajjal jár): Abby kezel egy olyan fiatal anyát, akinek lelkiismeret-furdalása van amiatt, hogy ő okozhatta a fia tragédiáját nyolc évvel ezelőtt. Weaver Henryvel azon töpreng, hogy elhagyja a várost. Neela megmenti egy társkutatója életét. Kem éppen idejében visszatér Chicagóba, amikor Carter alapítványa ülést tart. |
| 222    | 10x21 | 2004. május 6.       | (Midnight / Amikor éjfélt üt az óra): Neela családjának 19 tagja a városba jön, hogy lediplomázhassanak. Abby, Neela és Lester diplomáznak az orvosi egyetemben. Steve folytatja az erőfeszítéseit, hogy visszavigye Samet miközben munka közben meglátogatja Lukát és egy doboz fagylaltot küld Samnek. Pratt megtagadja, hogy azt higgye, hogy egy páciense szívszélhűdésben van. Rachel, Greene városában, ahol egy főiskolát nézne meg Cordayjel. Carter és Kem gyermeke halva születik. |
| 223    | 10x22 | 2004. február 13.    | (Drive / Úton-útfélen): Mint egy jó szamaritánus Luka megáll hogy segítsen egy nőnek. Pratt aggódik Chenért, amikor eléri, hogy egy monoklival dolgozzon. Neela visszavonul a rezidenciaprogramjától a Michigani Egyetemnél miközben tudja, hogy őt nem tudják engedélyezni gyakornokoskodás nélkül. Amikor Steve bejelenti a szándékait, hogy maradjon Chicagóban, Sam sietve otthagyja a várost Luka kísérleteinek ellenére. Henry Lopezért megjelenik egy bíró előtt. Amíg Pratt Chennel vacsorára hajt Elgin Gibbs otthonába, útközben mindhármukat lelövi egy ideges autóvezető. |